# Brithysana pauliani
Brithysana pauliani är en fjärilsart som beskrevs av Pierre E.L. Viette 1967. Brithysana pauliani ingår i släktet Brithysana och familjen nattflyn. Inga underarter finns listade i Catalogue of Life.